# 8-Stunden-Rennen von Le Castellet 2010

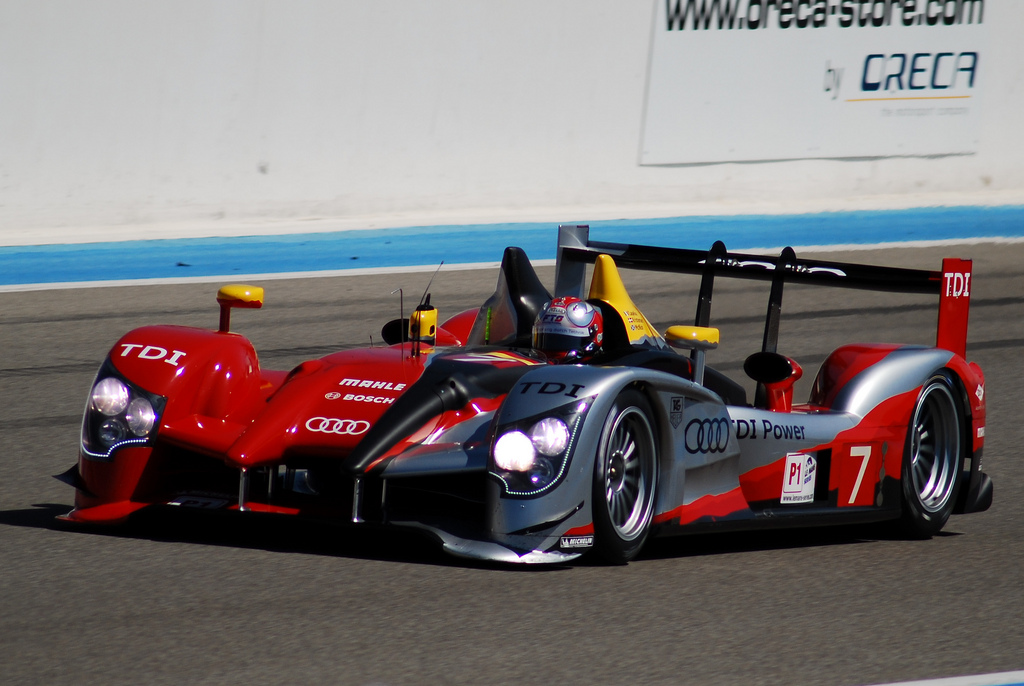
Rinaldo Capello im siegreichen Audi R15 TDI

Das 8-Stunden-Rennen von Le Castellet 2010, auch 8 Houres du Castellet, Paul Ricard Circuit, fand am 11. April auf dem Circuit Paul Ricard statt und war der erste Wertungslauf der Le Mans Series dieses Jahres.

## Das Rennen
Das Langstreckenrennen in Le Castellet hatte mit 8 Stunden Fahrzeit eine ungewöhnliche Renndauer. Das Audi-Einsatzteam Joest Racing setzte zum ersten Mal einen R15 TDI bei einem Rennen der Le Mans Series ein. Gefahren wurde der Wagen von den Werksfahrern Allan McNish und Rinaldo Capello. Obwohl das Peugeot-Rennteam auf einen Einsatz in Le Castellet verzichtete, war ein Peugeot 908 HDi FAP am Start. Oreca hatte das Fahrgestell 04 übernommen, das 2009 noch vom Werksteam gefahren wurde. Zu den beiden Oreca-Piloten Nicolas Lapierre und Olivier Panis kam Stéphane Sarrazin als dritter Fahrer ins Team. Sarrazin fuhr die 908-Rennmodelle bereits seit 2007 erfolgreich und war erfahren im Umgang mit dem technisch komplexen Le-Mans-Prototypen.
Die 2010 neu eingeführte LMPC-Klasse, auch als Formula Le Mans (FLM) bezeichnet, debütierte in Le Castellet. Die fünfte Rennklasse der Serie beruhte auf Prototypen-Einheitsfahrzeuge von Oreca, die einen 6,2-Liter-V8-Motor von General Motors hatten. Das Rennen wurde bis auf die beiden ersten Runden vom Audi-Duo McNish und Capello dominiert, das mit fünf Runden Vorsprung auf den Lola Aston Martin DBR1 von Stefan Mücke, Adrián Fernández und Harold Primat gewann. Der Oreca-Peugeot HDi FAP verlor nach technischen Problemen insgesamt acht Runden an den Boxen und wurde am Ende als vierter gewertet.

## Ergebnisse

### Schlussklassement
| 1           | LMP1 | 7   | Audi Sport Team Joest   | Allan McNish Rinaldo Capello                         | Audi R15 TDI               | 266 |
| 2           | LMP1 | 009 | Aston Martin Racing     | Stefan Mücke Adrián Fernández Harold Primat          | Lola Aston Martin DBR1     | 261 |
| 3           | LMP1 | 13  | Rebellion Racing        | Jean-Christophe Boullion Guy Smith Andrea Belicchi   | Lola B10/60                | 261 |
| 4           | LMP1 | 4   | Team Oreca Matmut       | Stéphane Sarrazin Nicolas Lapierre Olivier Panis     | Peugeot 908 HDi FAP        | 258 |
| 5           | LMP1 | 6   | Team Oreca Matmut       | Soheil Ayari Loïc Duval Didier André                 | Oreca 01                   | 258 |
| 6           | LMP1 | 008 | Signature Plus          | Franck Mailleux Vanina Ickx Pierre Ragues            | Lola Aston Martin DBR1     | 256 |
| 7           | LMP2 | 42  | Strakka Racing          | Jonny Kane Danny Watts Nick Leventis                 | HPD ARX-01c                | 250 |
| 8           | LMP2 | 35  | OAK Racing              | Richard Hein Guillaume Moreau                        | Pescarolo 01 Evo           | 250 |
| 9           | LMP2 | 25  | RML                     | Thomas Erdos Mike Newton Andy Wallace                | Lola B08/80                | 249 |
| 10          | LMP2 | 24  | OAK Racing              | Matthieu Lahaye Jacques Nicolet                      | Pescarolo 01 Evo           | 249 |
| 11          | LMP1 | 12  | Rebellion Racing        | Neel Jani Nicolas Prost                              | Lola B10/60                | 248 |
| 12          | LMP2 | 41  | Team Bruichladdich      | Thor-Christian Ebbesvik Karim Ojjeh Tim Greaves      | Ginetta-Zytek 09S          | 248 |
| 13          | LMP2 | 30  | Racing Box              | Ferdinando Geri Andrea Piccini Giacomo Piccini       | Lola B09/80                | 246 |
| 14          | LMP1 | 5   | Beechdean Mansell       | Nigel Mansell Greg Mansell Leo Mansell               | Ginetta-Zytek 09           | 243 |
| 15          | FLM  | 49  | Applewood Seven         | Damien Toulemonde David Zollinger Ross Zampatti      | Oreca FLM09                | 237 |
| 16          | FLM  | 48  | Hope Polevision Racing  | Mathias Beche Christophe Pillon Vincent Capillaire   | Oreca FLM09                | 237 |
| 17          | FLM  | 43  | DAMS                    | Alessandro Cicognani Gary Chalandon Andrea Barlesi   | Oreca FLM09                | 235 |
| 18          | GT2  | 77  | Team Felbermayr Proton  | Richard Lietz Marc Lieb                              | Porsche 997 GT3 RSR        | 233 |
| 19          | FLM  | 47  | Hope Polevision Racing  | Wolfgang Kaufmann Steve Zacchia Luca Moro            | Oreca FLM09                | 231 |
| 20          | GT2  | 88  | Team Felbermayr Proton  | Martin Ragginger Patrick Long Christian Ried         | Porsche 997 GT3 RSR        | 231 |
| 21          | GT2  | 95  | AF Corse                | Jean Alesi Toni Vilander Giancarlo Fisichella        | Ferrari F430 GTC           | 231 |
| 22          | GT2  | 90  | CRS Racing              | Pierre Kaffer Phil Quaife Pierre Ehret               | Ferrari F430 GTC           | 231 |
| 23          | GT2  | 94  | AF Corse                | Luís Pérez Companc Matías Russo                      | Ferrari F430 GTC           | 231 |
| 24          | GT1  | 50  | Larbre Compétition      | Gabriele Gardel Patrice Goueslard Julien Canal       | Saleen S7-R                | 229 |
| 25          | GT2  | 78  | BMW Team Schnitzer      | Jörg Müller Dirk Werner                              | BMW M3                     | 225 |
| 26          | LMP2 | 36  | Pegasus Racing          | Julien Schell Jean-Christophe Metz Frédéric Da Rocha | Courage-Oreca LC75         | 219 |
| 27          | GT2  | 76  | IMSA Performance Matmut | Patrick Pilet Raymond Narac                          | Porsche 997 GT3 RSR        | 219 |
| 28          | GT2  | 85  | Spyker Squadron         | Peter Dumbreck Tom Coronel Jeroen Bleekemolen        | Spyker C8 Laviolette GT2-R | 215 |
| 29          | LMP2 | 39  | KSM                     | Jean de Pourtales Hideki Noda Jonathan Kennard       | Lola B08/47                | 188 |
| Ausgefallen |      |     |                         |                                                      |                            |     |
| 30          | GT2  | 89  | Hankook Team Farnbacher | Dominik Farnbacher Allan Simonsen                    | Ferrari F430 GTC           | 204 |
| 31          | FLM  | 44  | DAMS                    | Edoardo Piscopo Luke Hines Dean Stirling             | Oreca FLM09                | 203 |
| 32          | FLM  | 46  | JMB Racing              | Peter Kutemann Maurice Basso John Hartshorne         | Oreca FLM09                | 203 |
| 33          | LMP2 | 40  | Quifel ASM Team         | Olivier Pla Miguel Amaral Warren Hughes              | Ginetta-Zytek 09S          | 200 |
| 34          | FLM  | 45  | Boutsen Energy Racing   | Dominik Kraihamer Nicolas De Crem Bernard Delhez     | Oreca FLM09                | 195 |
| 35          | LMP2 | 37  | WR Salini               | Tristan Gommendy Philippe Salini Stéphane Salini     | WR LMP 2008                | 168 |
| 36          | GT2  | 96  | AF Corse                | Jaime Melo Gianmaria Bruni                           | Ferrari F430 GTC           | 152 |
| 37          | GT2  | 91  | CRS Racing              | Andrew Kirkaldy Tim Mullen                           | Ferrari F430 GTC           | 123 |
| 38          | LMP2 | 29  | Racing Box              | Marco Cioci Piergiuseppe Perazzini Luca Pirri        | Lola B09/80                | 115 |
| 39          | LMP2 | 27  | Race Performance        | Michel Frey Ralph Meichtry Tyler Dueck               | Radical SR9                | 66  |
| 40          | GT2  | 92  | JMW Motorsport          | Rob Bell Darren Turner                               | Aston Martin V8 Vantage    | 65  |
| 41          | GT2  | 75  | Prospeed Competition    | Richard Westbrook Marco Holzer                       | Porsche 997 GT3 RSR        | 54  |

### Nur in der Meldeliste
Hier finden sich Teams, Fahrer und Fahrzeuge, die ursprünglich für das Rennen gemeldet waren, aber aus den unterschiedlichsten Gründen daran nicht teilnahmen.
| Pos. | Klasse | Nr. | Team                     | Fahrer                         | Chassis          |
| ---- | ------ | --- | ------------------------ | ------------------------------ | ---------------- |
| 42   | GT1    | 66  | Atlas FX-Team Full Speed | Carlo van Dam Stéphane Lémeret | Saleen S7-R      |
| 43   | GT2    | 84  | Modena Group Racing      | Roman Rusinov Stéphane Daoudi  | Ferrari F430 GTC |

### Klassensieger
| Klasse | Fahrer            | Fahrer            | Fahrer        | Fahrzeug            | Platzierung im Gesamtklassement |
| ------ | ----------------- | ----------------- | ------------- | ------------------- | ------------------------------- |
| LMP1   | Allan McNish      | Rinaldo Capello   |               | Audi R15 TDI        | Gesamtsieg                      |
| LMP2   | Jonny Kane        | Danny Watts       | Nick Leventis | HPD ARX-01c         | Rang 7                          |
| FLM    | Damien Toulemonde | David Zollinger   | Ross Zampatti | Oreca FLM09         | Rang 15                         |
| GT1    | Gabriele Gardel   | Patrice Goueslard | Julien Canal  | Saleen S7-R         | Rang 24                         |
| GT2    | Richard Lietz     | Marc Lieb         |               | Porsche 997 GT3 RSR | Rang 18                         |

### Renndaten
- Gemeldet: 43
- Gestartet: 41
- Gewertet: 29
- Rennklassen: 5
- Zuschauer: unbekannt
- Wetter am Renntag: unbekannt
- Streckenlänge: 5,791 km
- Fahrzeit des Siegerteams: 8:00:36,415 Stunden
- Gesamtrunden des Siegerteams: 266
- Gesamtdistanz des Siegerteams: 1549,406 km
- Siegerschnitt: 192,308 km/h
- Pole Position: Nicolas Lapierre – Peugeot 908 HDi FAP (#4) – 1:41,195 = 207,828 km/h
- Schnellste Rennrunde: Allan McNish – Audi R15 TDI (#7) – 1:42,541 = 203,310 km/h
- Rennserie: 1. Lauf der Le Mans Series 2010